# DOWN TOWN/やさしさに包まれたなら
「DOWN TOWN/やさしさに包まれたなら」（ダウン タウン／やさしさにつつまれたなら）は、坂本真綾の18枚目のシングル。2010年10月20日にFlyingDogから発売された。

## 概要
前作「マジックナンバー」から11か月ぶりのシングル発表となる本作は、15周年記念第3弾目の企画として、自身初のカバーシングルとして発表された。カバー曲としては、2001年発表のオリジナルアルバム『Lucy』に収録された「紅茶」（菅野よう子作曲CM曲のカバー）で既に発表しているが、大々的に作品化して発表するのは今回が初の試みとなる。
本作は収録曲3曲ともが全てカバー曲で構成されており、1曲目「DOWN TOWN」はシュガー・ベイブ、2曲目「やさしさに包まれたなら」は荒井由実、3曲目「悲しくてやりきれない」はザ・フォーク・クルセダーズの同名楽曲をそれぞれカバー、3曲とも編曲者が演奏を行っている。両A面となっている「DOWN TOWN」は、テレビアニメ『それでも町は廻っている』のオープニングテーマ、「やさしさに包まれたなら」は、OVA『たまゆら』のオープニングテーマとしてそれぞれ使用されている。「DOWN TOWN」はEPOのカバーバージョンがフジテレビ系『オレたちひょうきん族』、「やさしさに包まれたなら」は原曲のアルバムバージョンがアニメ映画『魔女の宅急便』のエンディングテーマとしてそれぞれ使用されていたことで知られている。後に「悲しくてやりきれない」もコトリンゴによる原曲からのカバーバージョンがアニメ映画「この世界の片隅に」のテーマ曲として使用されることになる。
初回限定盤には、「DOWN TOWN」のPVを収録したDVDが付属しているほか、自身の全国ツアー『坂本真綾 LIVE TOUR 2011 "You can't catch me"』の公演先行予約抽選応募のフライヤーが封入されている。

### 主な記録
2010年11月1日付のオリコン週間シングルチャートで5位を獲得。初動売上は1.6万枚であり、前作から約0.3万枚増加した。また、自身のシングル作品のトップ10入りは、前々作「雨が降る」以来2作ぶりであり通算5作目となった。
累計出荷枚数は2.5万枚。
声優の個人名義作品のトップ10入りは2010年8月2日付のオリコン週間シングルチャートで6位、9位を獲得した林原めぐみの「集結の運命」、茅原実里の「Freedom Dreamer」以来。キャラクター名義を含めると2010年10月25日付のオリコン週間シングルチャートで10位を獲得した北神未海名義の小川真奈のシングル「おしゃれマイドリーム/エレガントガール」以来となった。

## 収録曲
1. DOWN TOWN - (3:58)
作詞：伊藤銀次、作曲：山下達郎、編曲：服部隆之
2. やさしさに包まれたなら - (3:55)
作詞・作曲：荒井由実、編曲：DEPAPEPE
3. 悲しくてやりきれない - (4:11)
作詞：サトウハチロー、作曲：加藤和彦、編曲：J.A.M
4. DOWN TOWN（instrumental）
5. やさしさに包まれたなら（instrumental）
6. 悲しくてやりきれない（instrumental）

## 逸話
かつて「DOWN TOWN」を作曲し、かつシュガー・ベイブのボーカルとして歌った山下達郎が、2010年11月7日オンエア分の自身のラジオ番組『山下達郎のサンデー・ソングブック』にて坂本版『DOWN TOWN』を流すほか、坂本版について坂本版のバックミュージシャンを務めた難波弘之と三谷泰弘のふたりから「あのアレンジは凄い!」という服部隆之が行った編曲に感嘆したことを聞かされており、山下自身も坂本版を「素晴らしいカバーになった」と評している。

## 収録アルバム
- 「やさしさに包まれたなら」
  - 『たまゆら オリジナルサウンドトラック』